# Michala Petri
Michala Petri, född den 7 juli 1958 i Köpenhamn, är en dansk blockflöjtist. 
Michala Petri är utbildad vid Staatliche Hochschule für Musik und Theater i Hannover, och har sedan 1969 turnerat världen över. Hennes repertoar sträcker sig från tidig barock till avantgarde-verk.
Michala Petri har bland annat samarbetat med Keith Jarrett, Pinchas Zukerman, Lars Hannibal och James Galway. Hon fick Tagea Brandts rejselegat for kvinder 1981 och Léonie Sonnings musikpris 2000. 
Michala Petri är släkt med den kända danska skådespelerskan Ingeborg Brams.